# Edith Basch
Pour les articles homonymes, voir Basch.
Edith Basch, née à Budapest en 1895 et morte en 1980, est un peintre portraitiste hongroise.

## Biographie

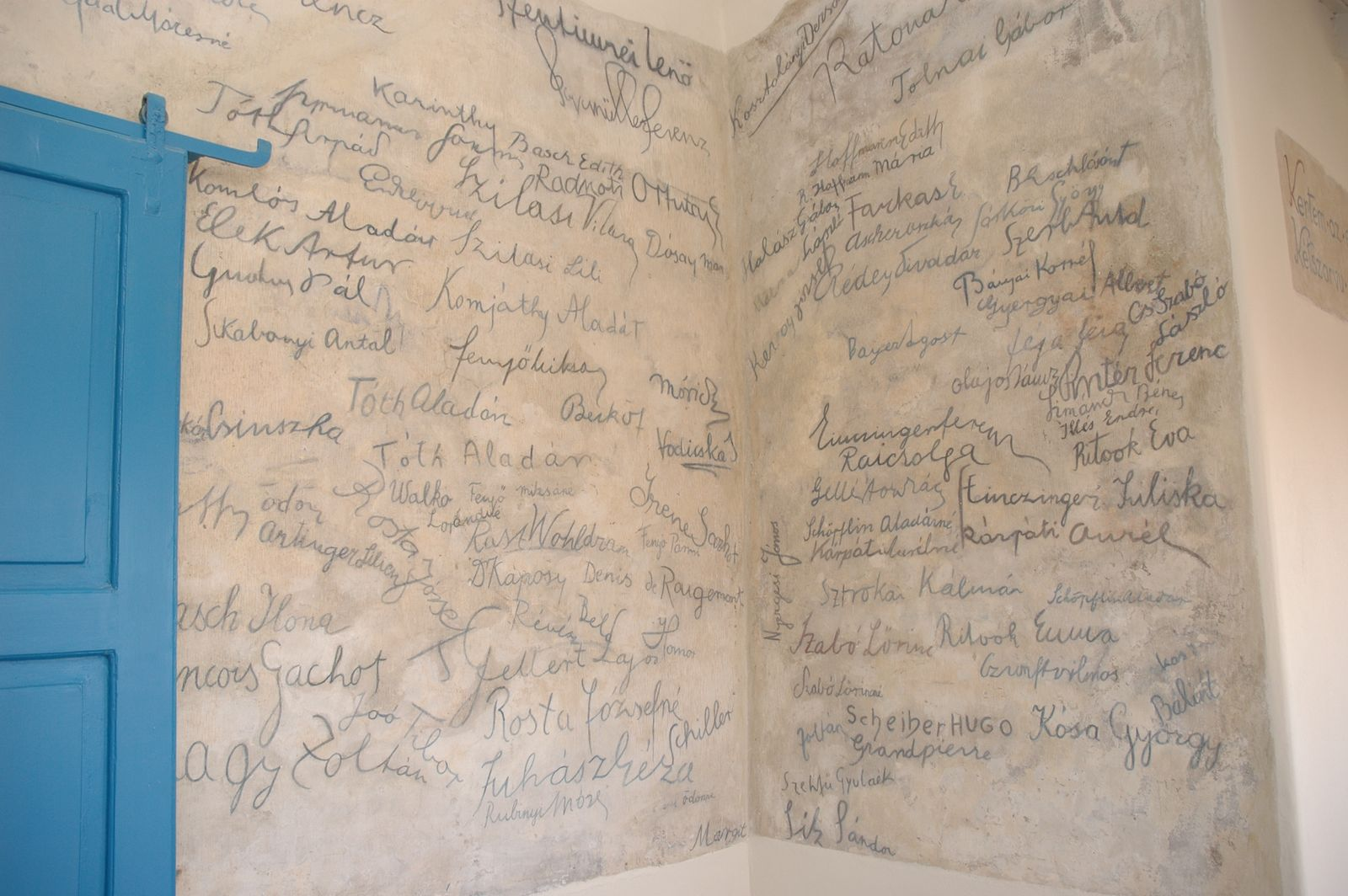
Un mur d'autographes d'artistes de Hongrie, dont celui d'Edith Basch.

Membre du Salon d'automne, elle expose aux Salon des indépendants, en 1929, deux toiles : Portrait de jeune fille et Nu. 